# 붉은 시편
《붉은 시편》(Meg Ker A Nep, Red Psalm)은 헝가리에서 제작된 미클로시 얀초 감독의 1972년 영화이다. 안드라스 발린트 등이 주연으로 출연하였고 오토 폴드 등이 제작에 참여하였다.

## 출연

### 주연
- 안드라스 발린트

### 조연
- 엘머 래갤이

## 기타
- 미술: 타마스 바노비치

## 수상
1972년 칸 영화제에서 감독상을 수상했다.